# Будинок останнього шансу (фільм)
«Будинок останнього шансу» (фр. Le Château de la dernière chance) — французький кінофільм 1947 року з Луї де Фюнесом режисера Жан-Поль Полена.

## Сюжет
Професор Патюро-Дюпарк приймає в своїй клініці пацієнтів, схильних до суїциду. Використовуючи спеціальну сирватку, він змінює особистість своїх клієнтів. Сімейна пара, Йоланда та Альбер, вирішує звернутися до професора, оскільки після весілля їхні стосунки перетворилися в кошмар. Тому спроба змінити себе за допомогою чудодійної сирватки — це іхній останній шанс.

## В ролях
- Роберт Дері — Альбер
- Наталі Наттьє — Йоланда
- Жан Марша — пан Трітонель
- Корінн Кальве — пані Трітонель
- П'єр Бертен — професор Патюро-Дюпарк
- Жульєн Каретт — Фостен
- Маргарита Пієррі — пані Боз
- Луї де Фюнес — один з клієнтів професора